# Cserehát
A Cserehát az Északi-középhegység dombvidéki jellegű, erdős tája, amely a szlovák határtól délre, a Bódva és a Hernád között a Sajóig húzódó háromszög alakú területet foglalja magában. Átlagos magassága 250–300 méter, legjelentősebb magaslata a Kecske-pad (340 m).
A Cserehát azokról a hatalmas kiterjedésű cseres-tölgyes erdőkről kapta a nevét, amelyek egykor ennek a tájnak a jellegzetességei voltak, de mára hírmondójuk is alig maradt.

## Földrajz

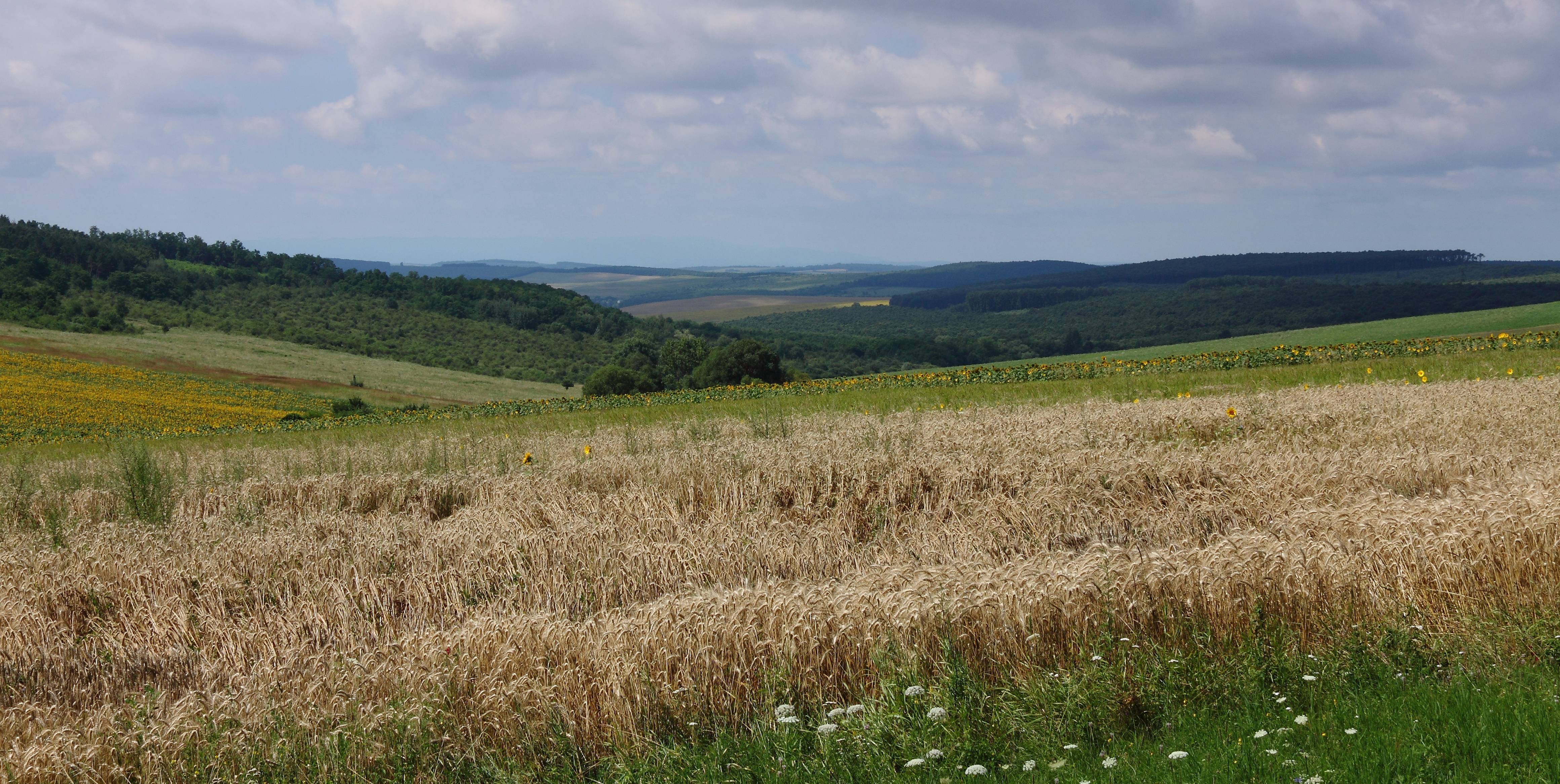
A Cserehát jellegzetes látképe Szanticskánál

A Cserehát mintegy hidat képez a Bükk-vidék, az Aggteleki-karszt és a Zempléni-hegység között. A tájat barna talajú domb- és hegyhátak, valamint a közöttük húzódó széles völgyek jellemzik. A terület keleti részén, a Hernád völgye felé a hegyhátak valamelyest magasabbak, szép kilátást nyújtva a Bükk és a Zemplén vonulataira.
A dombvidék legmagasabb csúcsa a 340 méteres Kecske-pad (Irotai-tető), Irotától északra, míg a legalacsonyabb pontja Szikszó környékén van (115 m). A dombok dél felé fokozatosan ellaposodva, szinte észrevétlenül olvadnak bele az Alföld síkvidékébe.
Területét barna erdei talaj borítja, az alacsonyabb részeken agyagos homokpadokkal; néhol márványszerű, aprókristályos mészkő is található, elszigetelt előfordulásokban. Ilyen a vidék legidősebb kőzete, a szürke erezésű rakacai „márvány”.

### Vízrajz
A Cserehát a Hernád, a Bódva és a Sajó folyók vízgyűjtője. Völgyeiben 40 kisebb-nagyobb patak fut, ezek közül a jelentősebbek:
- Rakaca (Hossza 36,3 km; Vízgyűjtő területe 236,2 km²; Közepes vízhozama 0,691 m3/s)
- Vadász-patak (33,5 km; 209,7 km²; 0,429 m3/s)
- Vasonca (27,4 km; 94,9 km²; 0,187 m3/s)
- Sas-patak (17,1 km; 51,7 km²; 0,168 m3/s)
- Bélus-patak (31,5 km; 77 km²; 0,15 m3/s)
- Abodi-patak (13,9 km; 33,2 km²; 0,08 m3/s)
- Juhász-patak (6,9 km; 19,8 km²; 0,06 m3/s)
- Galvácsi-patak (18,5 km²)

A patakok heves esőzések után gyakran kiöntenek. A dél felé nyíló völgyekben nagy a villámárvizek veszélye. A jó vízellátottságú völgyek alja néhol agyagos, másutt egész éven át vizenyős, lápos, mocsaras.
A Cserehát egyetlen jelentős állóvize a tájképi jelentőségű, nagy kiterjedésű Rakaca-víztározó, mely az Aggteleki-karszt és a Cserehát „közös” üdülőövezete.

## Élővilág
A Cserehát növényritkaságai közé tartozik a kockás liliom, valamint a Ziliz melletti óriási tölgyfa. Az egykor hatalmas területeket borító ősfás cserfaerdőket gyakorlatilag teljesen kiirtották, de a fiatalabb tölgyesek állományai ma is jelentősek. Rengeteg az akác és sokfelé látni ültetett nyárfásokat, nyárligeteket, néhol feketefenyveseket is.

A lápréteken számos ritka rovarfaj él. Igen gazdag a madárvilág.

## Története
A földrajzi egységet magába foglaló Csereháti és Szikszói járás közigazgatásilag Abaúj, később Abaúj-Torna vármegye része volt, Szepsi székhellyel. Jelenleg az Edelényi és Szikszói járás, illetve az azonos nevű kistérségek területéhez tartozik.
Sokfelé találtak kőkori, bronzkori és avar leleteket.
A honfoglalás után a Mátrával és Zemplénnel együtt az Aba nemzetség szállásterületéhez tartozott, melynek nevét több település őrzi; ekkor a központ Abaújvár. Az Aba nembéli Gagy a Belső-Csereháton alapított településeket.
Az 1200-as évekig ezen az addig jobbára elhagyatott, erdős területen királyi birtokok voltak, ahová foglalkozásuk szerint telepítték le a királyi szolgálók családjait: vadászokat (Alsó- és Felsővadász); szakácsokat (Szakácsi); csőszöket (bakták, mai Baktakék); szekereseket (egykori Szekeresfalva, ma Szepsi).
A jászói premontrei kolostort a 12. században Könyves Kálmán király alapította; a középkorban országos jelentőségű hiteleshely. 1255-ben lett kész az erődítése, melyet azután 1619-ben Bethlen István erdélyi fejedelem vett ostrom alá. Falai között 1657-től 1929-ig jezsuita noviciátus és hittudományi főiskola működött. 1676-ban kurucok gyújtották föl.
1273 után IV. László király jelentősen megváltoztatta a birtokviszonyokat, Forrót téve meg a vidék központjává.
1300–1310 között Aba Amadé uralta a területeket, Gönc központtal.
Később jelentős területeket szerzett az innen felemelkedő Perényi és Rákóczi-család.
1550-es évektől Cserehát településeit is támadják a törökök:
- 1558-ban, majd 1577-ben Velicán füleki bég kirabolja és felégeti Szikszó városát;
- Hasszán temesvári pasa 1567-es hadjárata során fosztogat és rabszolgákat gyűjt a Csereháton, a környékbeli erődítményeket mind elfoglalva;
- 1588-ban egy 11 ezer fős sereg támadását sikerül visszaverni a Szikszói csata során;
- 1640-ben az egri törökök lecsapnak a gagyi völgyre, s az itt fekvő Alsó- és Felső-Gagyot, Ketyét, valamint Baktát (Baktakék) kirabolják és felégetik.

A Rákóczi-szabadságharc (1704–11) és az azt követő pestisjárvány a Cserehát lakosságát csaknem teljesen kipusztította. Az 1715. évi összeírás a korábban ismert 28 csereháti településből 15-öt kihagy, ezek tehát elpusztultak vagy elnéptelenedtek: Alsógagy, Gagyapáti, Büttös, Pusztaradvány, Monaj, Hernádszőlled (ma Hernádvécse), Gadna, Abaújlak, Galvács, Kány, Tornabarakony, Szárazkék (Kéty, ma Baktakék), Homrogd, Szanticska (ma Abaújlak része). A megmaradt települések zöme magyar lakosságú volt (Nyésta, Selyeb, Debréte, Pamlény, Tornaszentjakab, Irota, Rakacaszend, Garadna, Felsővadász); négy helyen (Abaújszolnok, Abod, Rakaca, Viszló) magyar-szláv vegyes családok éltek, Perecsén pedig csak tótok.
A visszatelepítést elősegítendő, az északkeleti vármegyék (Sáros, Szepes, Abaúj, Gömör, Zemplén)  3–5 évi adómentességgel támogatták azokat, akik újranépesítik ezen területeket. Ennek köszönhetően a korábbi menekültek mellett számos ruszin paraszt is elhagyta régi lakhelyét és új lakóhelyül a Cserehátot választotta. A Cserehátba való első ruszin betelepülés 1730–40 között történt.
1831 nyarán, majd az 1870-es években kolerajárvány dúlt.
1892 és 1924 között a gazdasági válság hatására jelentős kivándorlás történt Amerikába: több mint ezren hagyták el ezt a tájegységet.

## Népesség, kultúra, gazdaság
A Cserehát Magyarország egyik jellegzetesen aprófalvas térsége. A trianoni békeszerződés után elveszítette természetes gazdasági és kulturális kapcsolatait a fejlett kassai régióval, így a térség – különösen az ötvenes évektől kezdve – egyre inkább leszakadt az ország többi részétől. Megindult az elvándorlás (főleg a borsodi iparvidékre), aminek nyomán az aprófalvak elnéptelenedtek. Az elhagyott portákat cigányok vették birtokba, akiknek számaránya a csereháti falvakban egyre nagyobb – Csenyéte lakossága például teljesen kicserélődött az utóbbi évtizedekben.

A Csereháton egykor virágzó külterjes állattartás (sertésmakkoltatás, tehenészet, juhászat) a termelőszövetkezetek szétverése, a falvak tönkremenése és a népesség átrétegződése nyomán  napjainkra szinte teljesen elsorvadt.

## Turisztika
A vidék turisztikai vonzerejét a szép, néhol szinte érintetlen természeti környezet és a falvak kulturális öröksége (népi lakóházak, kastélyok, kúriák) adják. Néhány törpefalu megindult az üdülőfaluvá válás útján (Szanticska, Gagyapáti).

A szép fekvésű Rakaca-víztározó partja kellemes kikapcsolódási lehetőségeket kínál (horgászás, kempingezés, üdülőházak).

## Települések
- Abaújlak
- Abaújszolnok
- Baktakék
- Becskeháza
- Bódvarákó
- Bódvaszilas
- Büttös
- Csenyéte
- Debréte
- Edelény
- Encs
- Fáj
- Fancsal
- Felsőgagy
- Felsővadász
- Forró
- Gagyvendégi
- Garadna
- Gibárt
- Ináncs
- Irota
- Kány
- Keresztéte
- Kupa
- Lak
- Martonyi
- Nyésta
- Pamlény
- Perecse
- Rakaca
- Rakacaszend
- Szalonna
- Szanticska (Magyarország legkisebb települése)
- Szemere
- Szendrő
- Szendrőlád
- Tomor
- Tornabarakony
- Tornaszentandrás